# Estrató (deixeble d'Erasístrat)
Estrató (grec antic: Στράτων, llatí: Straton) fou metge i escriptor grec, deixeble d'Erasístrat, que va viure al segle iii aC i que sembla que tenia termes íntims amb el seu tutor.
Va escriure un llibre sobre les paraules difícils a l'obra d'Hipòcrates, llibre que és esmentat per Erotià. Era contrari, com altres seguidors d'Erasístrat, a les antigues pràctiques de sagnies, però no donà les raons per la seva oposició. Probablement és el mateix metge que mencionen Alexandre de Tral·les i Aeci. Va ser el tutor i mestre d'Apol·loni Memfita, i no el seu pare, com alguns han suposat.